# Filippo Pucillo
Filippo Pucillo, né le 12 août 1989 sur l'île de Lampedusa en Italie, est un acteur italien.

## Biographie
Filippo Pucillo est découvert par hasard lors de repérages par Emanuele Crialese sur l'île de Lampedusa pour son film Respiro en 2000,,. Jeune acteur, dont la présence est remarquée dans ce film au succès international, il sera dès lors l'un des comédiens fétiches du réalisateur italien tout en poursuivant sa vie et ses études sur son île natale puis à Rome.

## Filmographie
- 2002 : Respiro d'Emanuele Crialese - Filippo
- 2006 : Golden Door (Nuovomondo) d'Emanuele Crialese - Pietro Mancuso
- 2009 : Piede di dio de Luigi Sardiello - Elia
- 2011 : Terraferma d'Emanuele Crialese - Filippo
- 2012 : Cusutu n'coddu de Giovanni La Parola (court-métrage) - Peppino